# Faith (film fra 1919)
 For alternative betydninger, se Faith. (Se også artikler, som begynder med Faith)
Faith er en amerikansk stumfilm fra 1919 instrueret af Charles Swickard.

## Medvirkende
- Bert Lytell som George Farrelly
- Rosemary Theby som Charity Garvice
- Edythe Chapman som Martha Owen
- Edwin Stevens som Abner Harrington
- Nancy Chase som Mrs. Harrington